# 布蘭德福–日納傑過程
布蘭福德–日納傑過程（英語：Blandford–Znajek process），是從旋轉黑洞中提取能量的一種機制，由罗杰·布兰福德和羅馬·日納傑于1977年提出。這是類星體能量來源的最佳解釋之一，它需要圍繞著旋轉黑洞的吸積盤和強大的极向磁場。磁場提取自旋能，其功率可利用光速圓柱处的能量密度乘上面积得到：
{\displaystyle P=B^{2}\left({\frac {r}{r_{c}}}\right)^{4}r_{c}c={\frac {B^{2}r^{4}\omega ^{2}}{c}}}
式中的{\displaystyle B}是磁場強度，{\displaystyle r_{c}}是光速半徑，{\displaystyle \omega }是角速度。